# BOAC-Flug 781
Der British-Overseas-Airways-Corporation-Flug 781 (Flugnummer: BA781) war ein internationaler Linienflug vom Flughafen Rom-Ciampino nach London-Heathrow, bei dem eine Maschine der British Overseas Airways Corporation am 10. Januar 1954 verunglückte.

## Flugzeug
Das Flugzeug des Typs De Havilland DH.106 Comet 1 mit dem Luftfahrzeugkennzeichen G-ALYP war mit 4 de Havilland Ghost 50-Triebwerken ausgestattet. Es bot Platz für 36 Passagiere. Die G-ALYP war nach zwei Prototypen die erste Comet der Serienproduktion und hatte ihren Erstflug am 9. Januar 1951. Die Auslieferung an British Overseas Airways Corporation (BOAC) erfolgte am 8. April 1952. Der Typ Comet 1 war das erste Düsenflugzeug im Linienbetrieb und BOAC die erste Fluggesellschaft, die es 1952 in Betrieb genommen hatte.

## Crew und Passagiere
Flugkapitän Alan Gibson war mit 31 Jahren einer der jüngsten Piloten der BOAC. Er war für die Royal Air Force geflogen und seit 1946 bei der BOAC und hatte inzwischen rund 6500 Flugstunden absolviert. 1951 war er bereits in einen Notfall verwickelt, als er eine Hermes notlanden musste. Für sein vorbildliches Verhalten bei diesem unverschuldeten Zwischenfall war er gelobt worden. Der erste Offizier von Flug 781 war der 33-jährige William John Bury mit einer Flugerfahrung von 4900 Stunden. Flugingenieur war Francis Charles Macdonald (27) und der Funkoffizier Luke Patrick McMahon (32).
Unter den 29 Passagieren befanden sich 10 Kinder. Unter den Opfern war auch der prominente BBC-Journalist Chester Wilmot.

## Flugverlauf
Am 10. Januar 1954 startete die de Havilland Comet um 9:31 Uhr in Ciampino und stieg auf die Reisehöhe von 8.300 Metern. Gegen 9:51 Uhr brach die Kommunikation zwischen den Piloten und einer zweiten BOAC-Maschine plötzlich ab. Das Flugzeug stürzte vor der Insel Elba in das Meer. Der Absturz wurde von Fischern beobachtet. Die 29 Passagiere und 6 Besatzungsmitglieder an Bord kamen dabei ums Leben.

## Suche nach dem Flugzeug und erste Untersuchungen

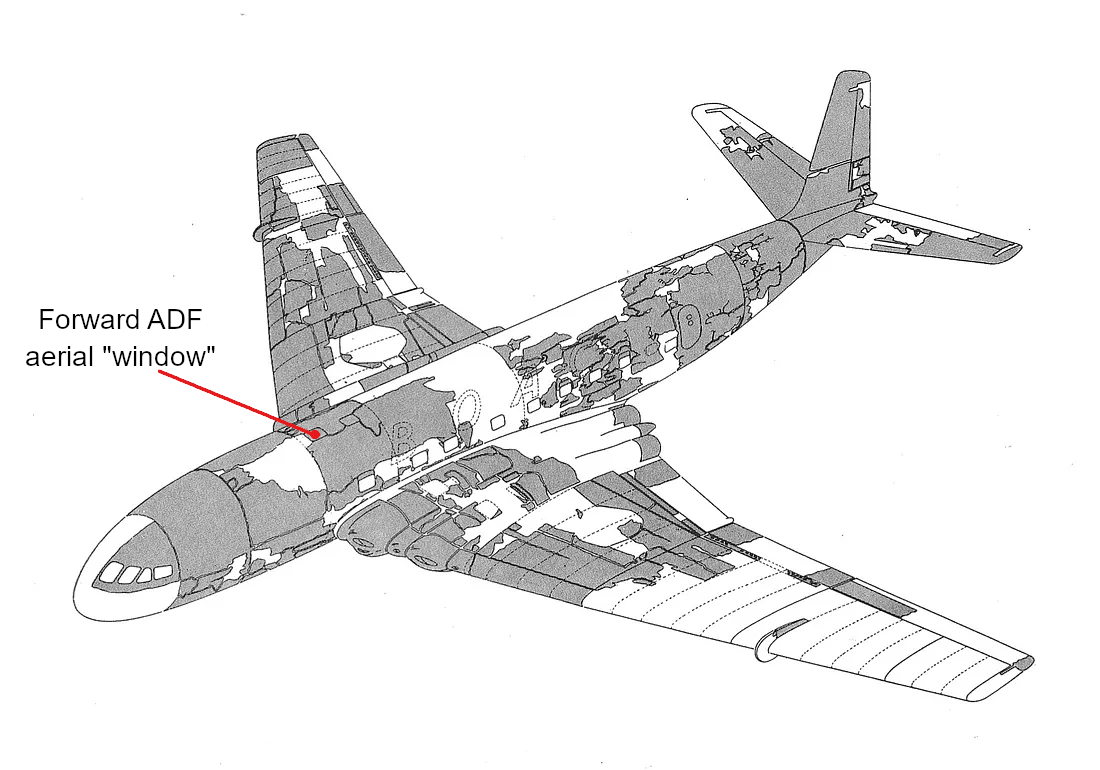
Die gefundenen Teile der Maschine (dunkel) und der Ort der Materialermüdung (Pfeil).

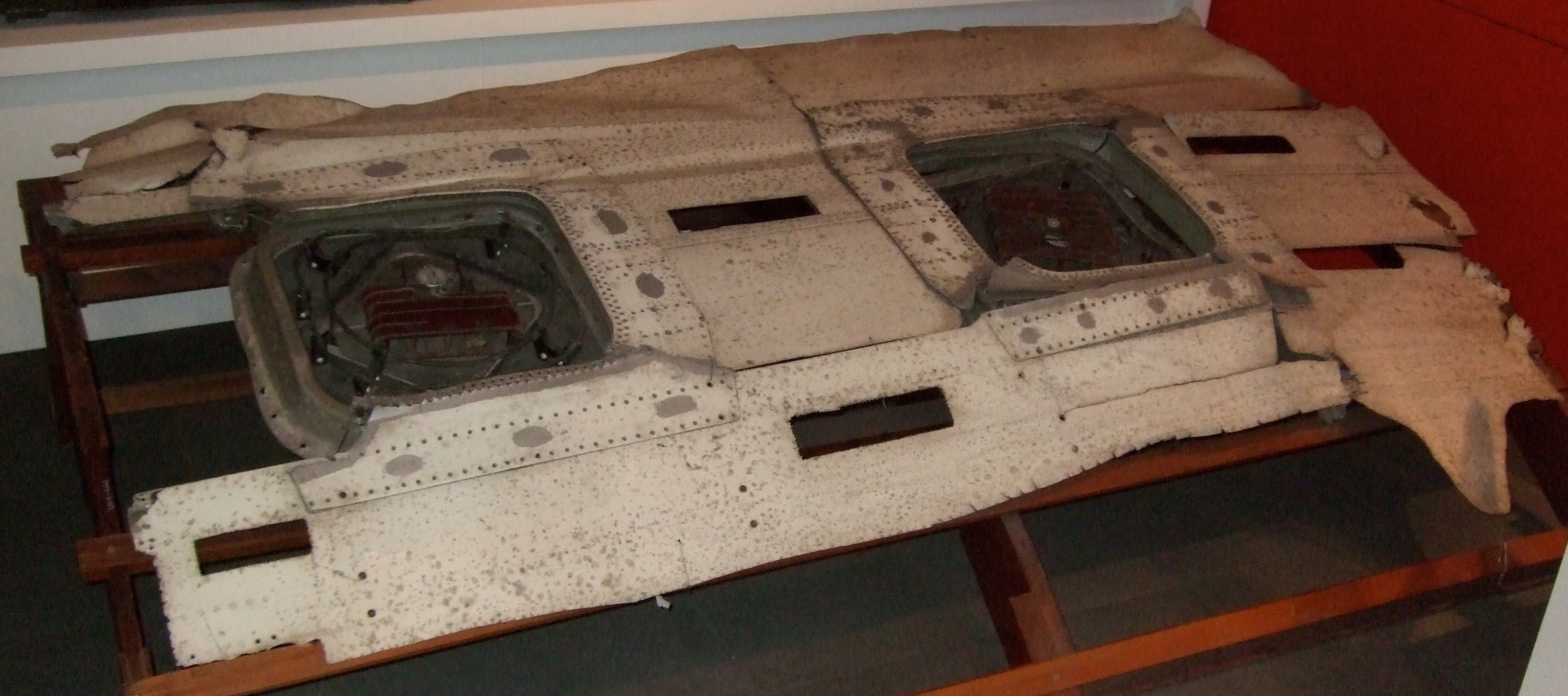
Rumpffragment der „G-ALYP“'mit den ADF-Fenstern im Science Museum in London.

Die Suche nach dem Flugzeug begann mit der HMS Barhill der Royal Navy und dem Bergungsschiff Sea Salvor aus Malta. Eine Gruppe von italienischen Fischern hatte den Absturz beobachtet und war zur Absturzstelle geeilt, um nach Überlebenden zu suchen, konnte aber nur einige Leichen bergen. Die Opfer wurden zur Autopsie nach Italien gebracht. Der zuständige Pathologe Antonio Fornari entdeckte neben Schädelbrüchen vor allem Lungenrisse. Diese ließen sich auf einen plötzlichen Abfall des Kabinendrucks zurückführen. 
Das Flugzeugwrack wurde auf dem Meeresgrund entdeckt, gehoben und zur Untersuchung zum Royal Aircraft Establishment nach England gebracht. Bei der Begutachtung des Wracks wurde offensichtlich, dass das Flugzeug noch in der Luft auseinandergebrochen war. Man vermutete als Ursache anfangs eine Bombe, dann eine Triebwerksexplosion. Alle Comet 1 mussten am Boden bleiben und die Turbinen wurden verstärkt. Die Möglichkeit eines Abfalls des Kabinendrucks war ebenfalls diskutiert aber verworfen worden, weil man sicher war, die Maschinen schon weit über der Norm dagegen abgesichert zu haben.
Während die ersten offiziellen Untersuchungen begannen, stellte BOAC seine Comet-Maschinen schon am 23. März wieder in Dienst. Doch am 8. April 1954 verlor die Fluggesellschaft mit G-ALYY ein weiteres Flugzeug: Der Charterflug „South African Airways 201“ von Rom nach Ägypten stürzte 33 Minuten nach dem Start ab. 14 Passagiere und 7 Besatzungsmitglieder wurden dabei getötet.

## Suche nach der Unfallursache

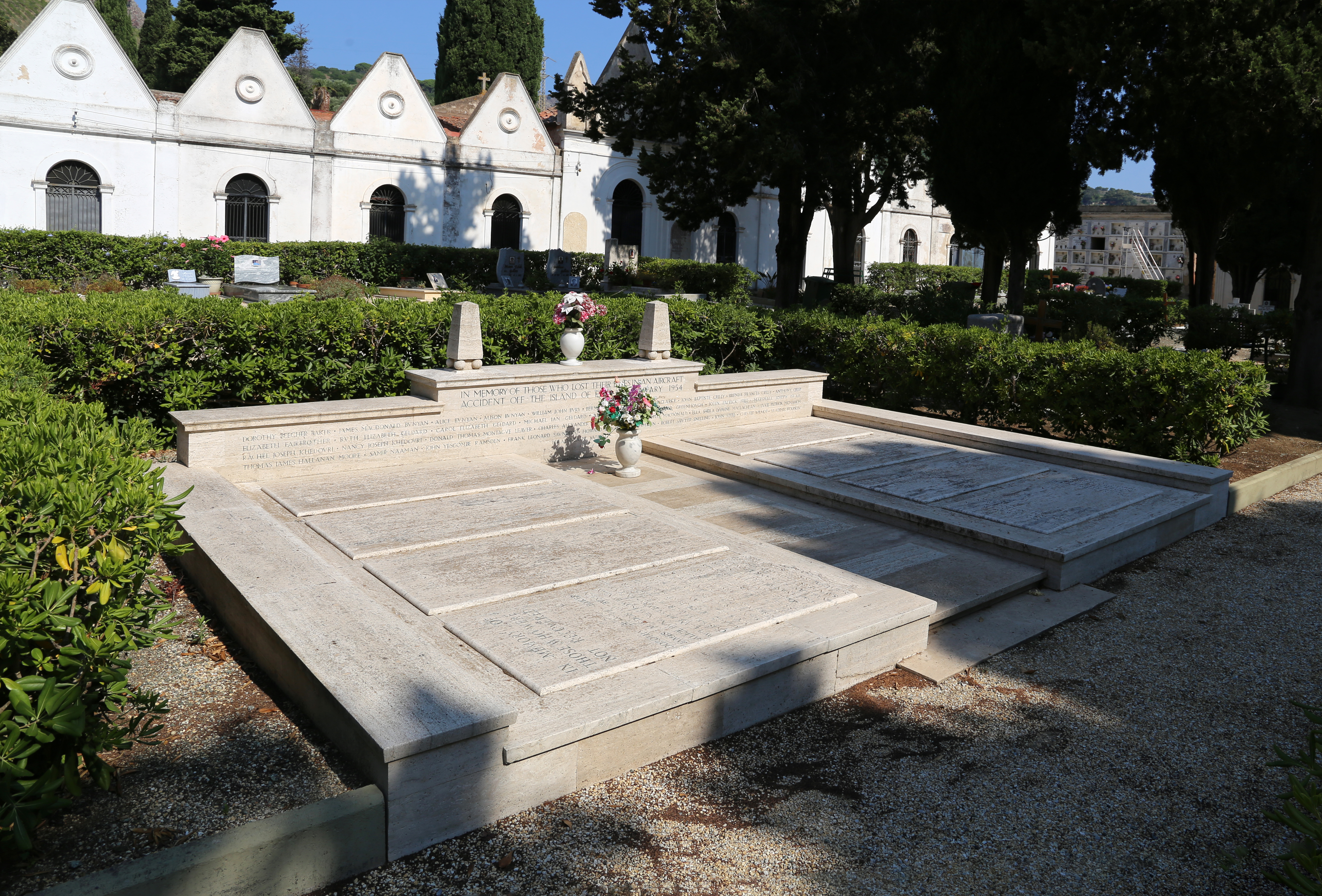
Memorial in Porto Azzurro

Die genauere Untersuchung und Rekonstruktion des Flugzeugwracks ergab Indizien für einen plötzlichen Druckabfall im Rumpf:
- Teile des Teppichbodens der Kabine wurden im Heckbereich des Rumpfes gefunden.
- Im hinteren Teil der Maschine wurde der Abdruck einer Münze an einem Rumpfteil gefunden
- Farbschlieren und Stoffabrieb am Heck der Maschine stammten von den Passagiersitzen

Da man große Teile des Flugzeugs wieder zusammensetzen konnte, entdeckte man, dass das Versagen der Rumpfstruktur von einer Luke im Dach der Kabine ausgegangen war. Die Luke hatte sich gelöst und war in das Höhenleitwerk eingeschlagen. Das Heck des Flugzeugs brach ab, die äußere Flügelhaut riss und der Flügel wurde abgerissen. Dann brach auch das Cockpit ab und der Treibstoff aus den Flügeln setzte den verbliebenen Rumpf in Brand.
Um herauszufinden, was den ersten Riss ausgelöst hatte, gab die BOAC mit der G-ALYU eine ihrer ältesten Maschinen für die Untersuchungen ab. Die G-ALYU hatte bis dahin bereits 3539 Flugstunden absolviert. Am 29. Mai 1954 begann man in einem beim Royal Aircraft Establishment errichteten Wassertank die dort eingebaute Maschine typischen Belastungszyklen während eines Flugs zu unterwerfen. Ein Zehnminutenzyklus umfasste die Übertragung der über das Fahrwerk auf die Tragflächen wirkenden Startbelastung, den Aufbau eines Überdrucks im wassergefüllten Kabineninnern, den folgenden Druckabbau während des Landeanflugs und abschließend die Übertragung der Landebelastung auf die Tragflächen. Die Verwendung von Wasser hatte den Vorteil, dass es inkompressibel ist und sich der Rumpf beim Versagen der Struktur nicht vollständig zerlegt. Der Versuch lief 24 Stunden am Tag, sieben Tage die Woche, wobei der Zehnminutenzyklus einer Flugdauer von drei Stunden entsprechen sollte. Zusammen mit den bereits geflogenen Betriebsstunden und den Flugzyklen im Tank ergaben sich insgesamt bei der Simulation 9000 Flugstunden. 
Die Tests ergaben, dass der Unfall durch einen Druckabfall in der Kabine ausgelöst worden war. Ursache dafür war eine Schwachstelle am Rahmen eines Fensters des Radiokompasses im Rumpfdach. Dieses Fenster war Teil des Navigationssystems und aus durchsichtigem glasfaserverstärktem Kunststoff. Der Defekt war Ergebnis der Tatsache, dass der Rahmen genietet und nicht geklebt worden war, wie es ursprünglich vorgesehen war. Hinzu kam, dass die Nietlöcher gestanzt und nicht gebohrt worden waren. Dadurch waren (unter dem Mikroskop  erkennbare) Haarrisse entstanden, die zu einem Ermüdungs- oder Dauerbruch geführt hatten.